# Actinote salmonea
Actinote salmonea är en fjärilsart som beskrevs av Jordan 1910. Actinote salmonea ingår i släktet Actinote och familjen praktfjärilar. Inga underarter finns listade i Catalogue of Life.